# Louis-Michel van Loo
Louis-Michel van Loo (Tolón, 2 de marzo de 1707-París, 20 de marzo de 1771) fue un pintor francés que trabajó en Madrid durante casi dos décadas. Su estilo puede considerarse del barroco final, enlazando con el academicismo del arte neoclásico.

## Biografía
Fue miembro de una larga saga de artistas, cuyo origen se remonta a su bisabuelo Jacob van Loo, un pintor neerlandés que a mediados del siglo XVII se había instalado en París.
Louis-Michel estudió con su padre, el también pintor Jean-Baptiste van Loo, en sus talleres de Turín y Roma, y ganó el tradicional premio Prix de Rome en la Académie Royale de Peinture et de Sculpture de París en 1725. Con su tío, el también pintor Carle van Loo, estuvo en Roma entre 1727 y 1732. Regresó a París e ingresó en la citada Academia, logrando un puesto como "profesor de Pintura" en 1733.
En 1736, recomendado por Hyacinthe Rigaud, fue elegido pintor de cámara de Felipe V de España en sustitución del fallecido Jean Ranc; llegó a Madrid al año siguiente. Su Felipe V a caballo (1737; Patrimonio Nacional) es un apabullante alarde de su estilo colorista, ampuloso y de acabado pulido casi metálico, que dejó obsoleto el precedente de Ranc. 
Fue uno de los miembros fundadores de la Academia de Bellas Artes de San Fernando en 1752 tras haber presidido su Junta Preparatoria, constituida en 1744. Testimonio de su relación con la Academia es su cuadro Cupido educado por Venus y Mercurio (1748), que aún hoy se conserva en ella.
Su obra más importante de este periodo es un retrato colectivo de 4 x 5,20 metros: La familia de Felipe V (1743), en el que aparece el rey rodeado de sus hijos (entre ellos los futuros reyes Fernando VI y Carlos III) y su segunda esposa, Isabel Farnesio. 
Volvió a París en 1753, donde pintó numerosos retratos de Luis XV de Francia, así como de su futuro sucesor Luis XVI y de diversas personalidades como Diderot. En 1765 sucedió a su difunto tío Carle como director de la escuela especial de la Academia Francesa conocida como École Royale des Élèves Protégés (escuela real de alumnos protegidos). En 1766 retrató al marqués de Pombal como reconstructor de Lisboa tras el terremoto de 1755; en este lienzo de 3,5 metros el fondo de paisaje lo pintó Claude-Joseph Vernet.
Louis-Michel van Loo retuvo una posición de prestigio entre los pintores de París, y participó con éxito hasta 1769 en el Salón expositivo que se celebraba cada dos años en la ciudad.
Entre sus hermanos se cuentan los también pintores François van Loo (1708–1732) y Charles-Amédée-Philippe van Loo (1719–1795).

## Galería

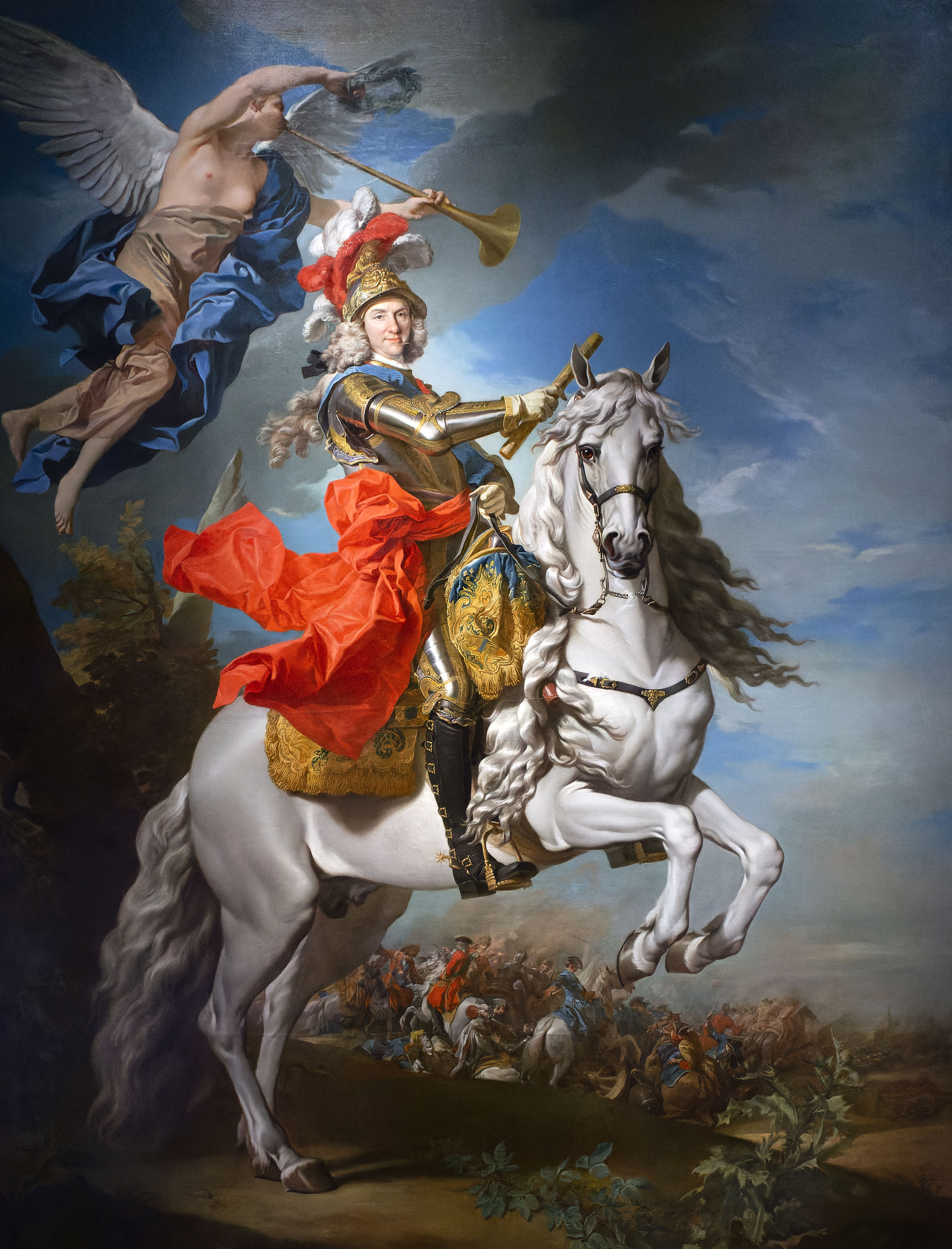
Retrato ecuestre de Felipe V de España  en 1737. Galería de las Colecciones Reales.
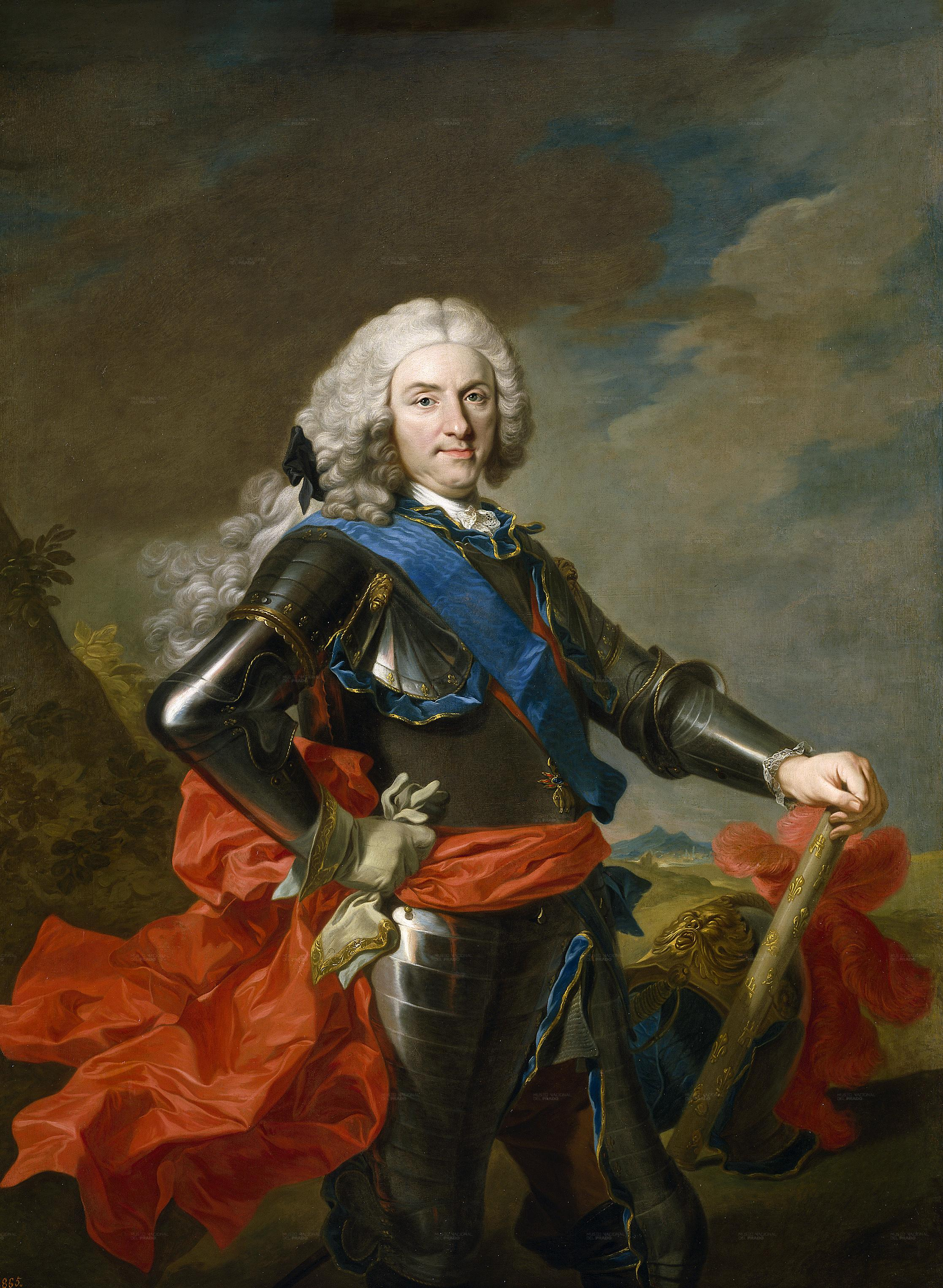
Retrato de Felipe V de España en 1739. Museo del Prado.
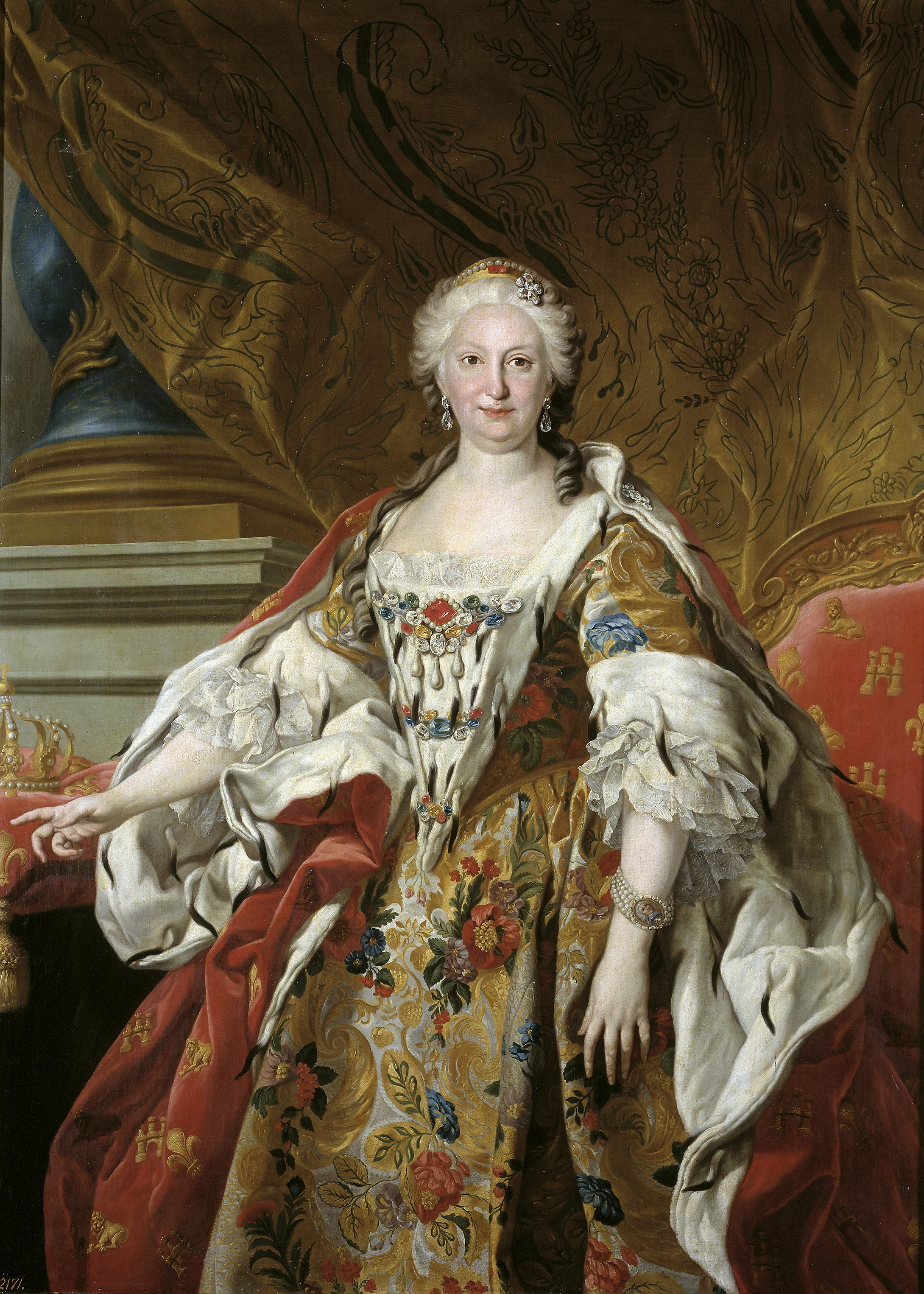
Isabel Farnesio en 1739. Museo del Prado.
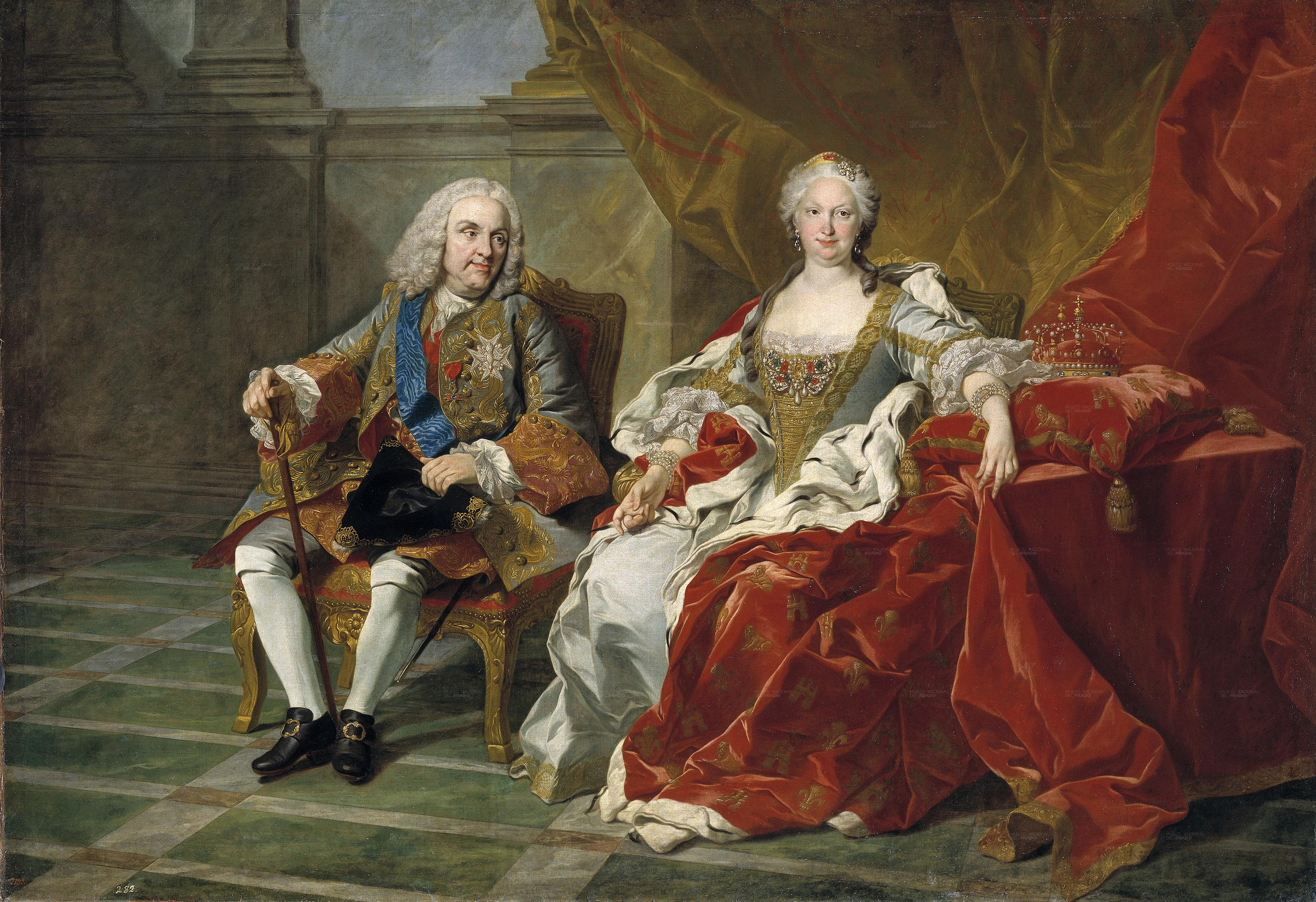
Felipe V e Isabel Farnesio en 1743. Museo del Prado.
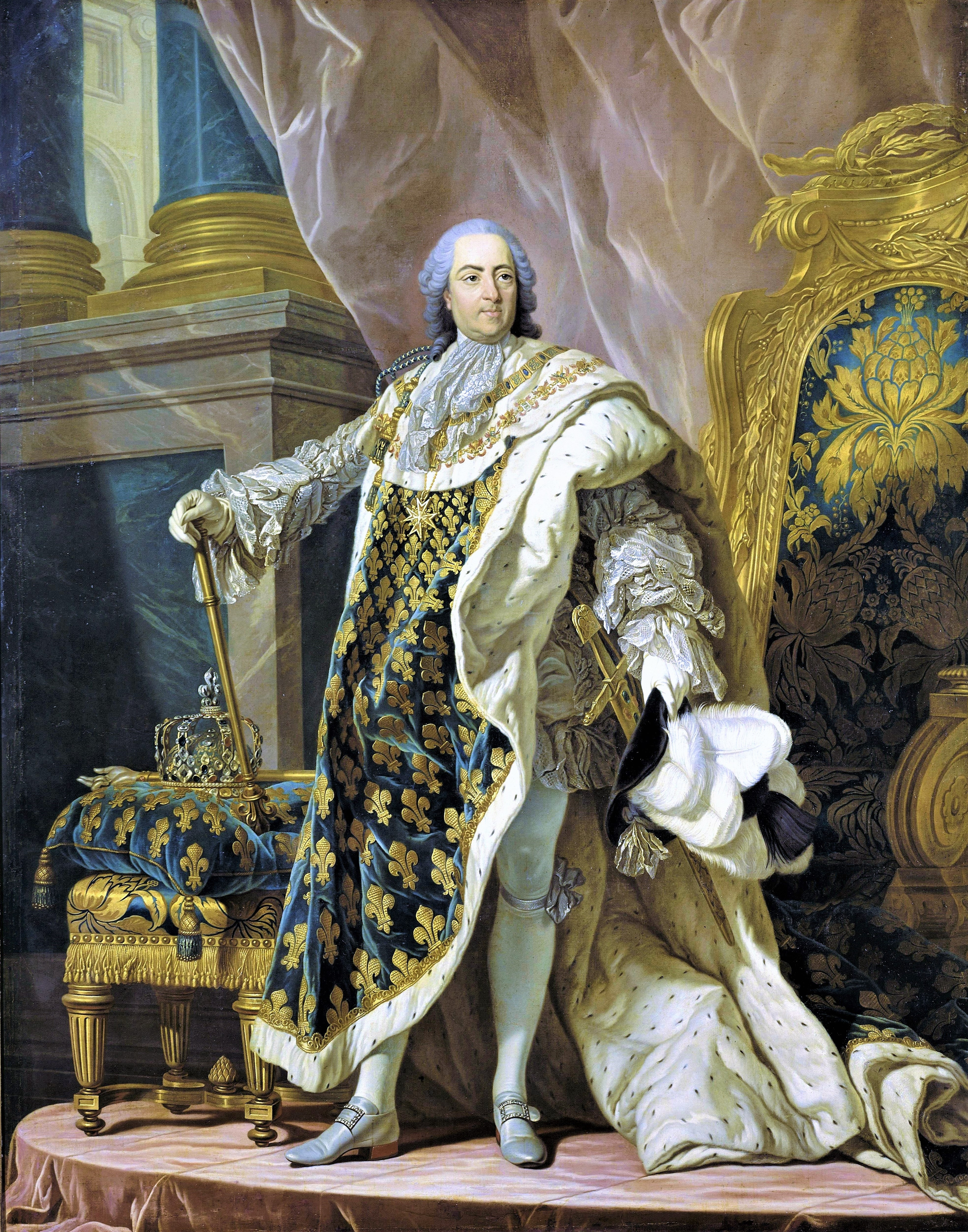
Luis XV de Francia, Palacio de Versalles.
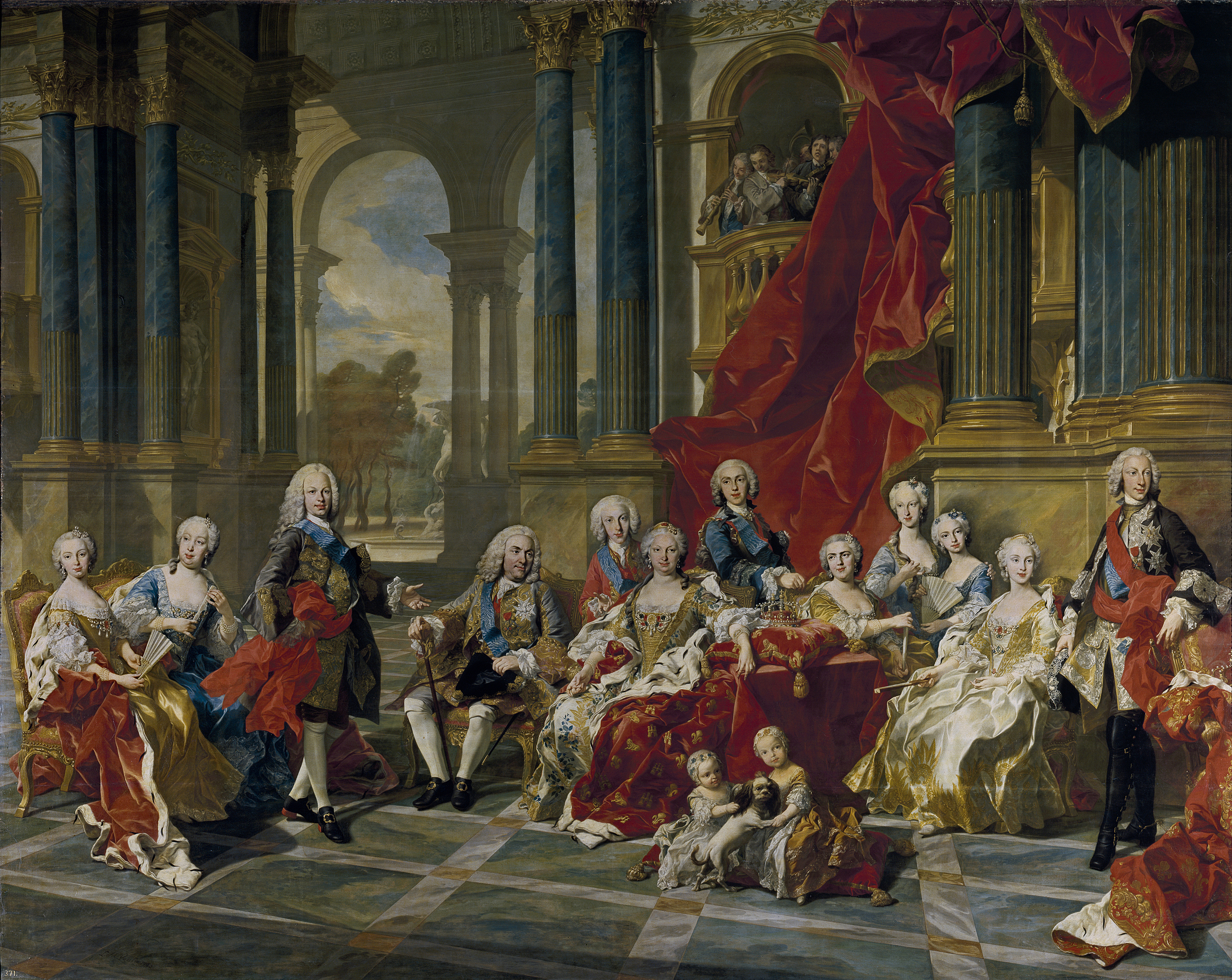
La familia de Felipe V, 1743, Museo del Prado.
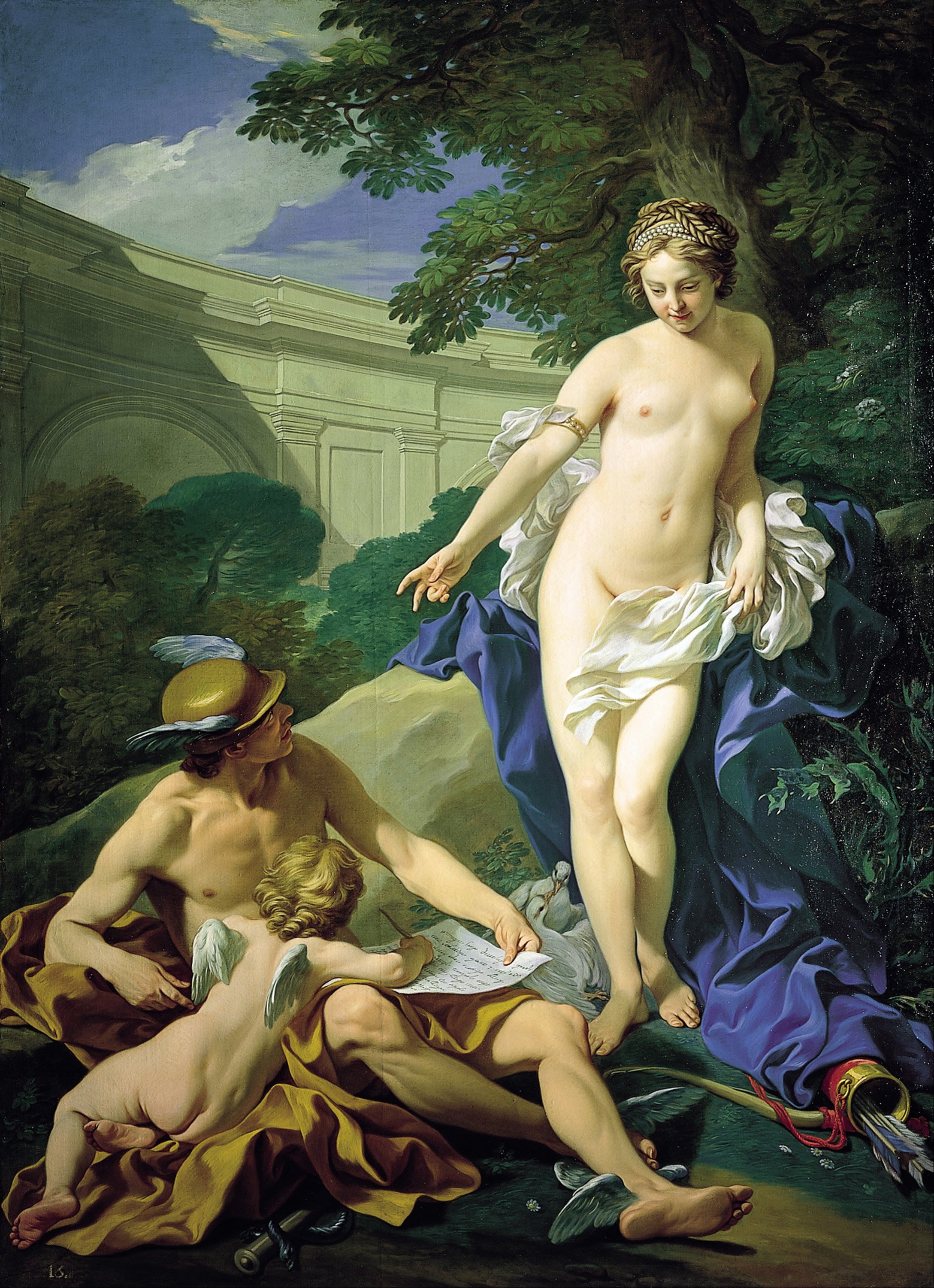
Venus, Mercurio y el amor, 1748, Real Academia de Bellas Artes de San Fernando.
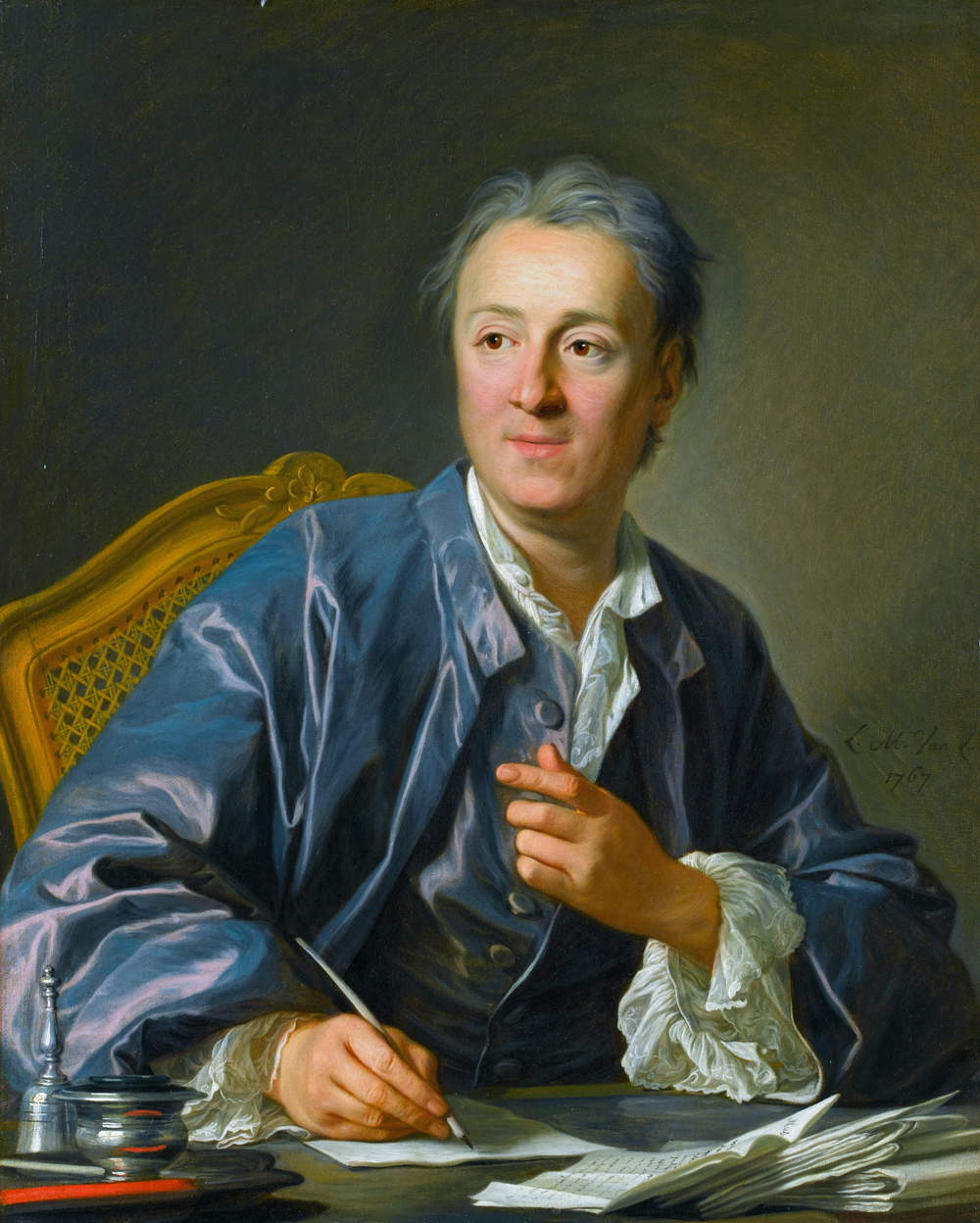
Retrato de Denis Diderot, 1767, Museo del Louvre.